# Université pontificale de Saint-Antoine

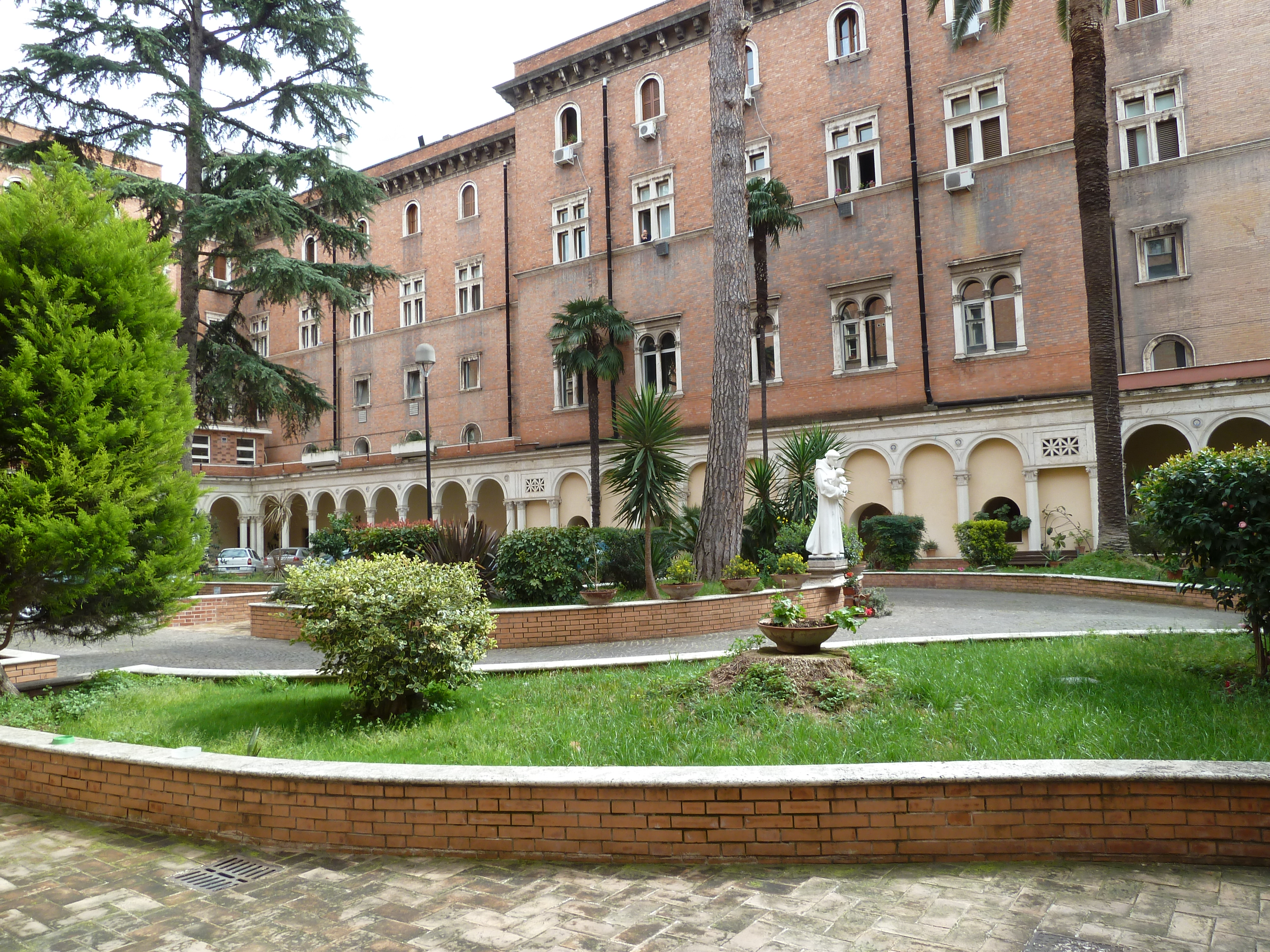
L'université pontificale Antonianum

L'université pontificale Antonianum (également université pontificale de Saint-Antoine) est une université franciscaine fondée en l'honneur de saint Antoine à Rome.

## Histoire
L'Antonianum est fondée comme une institution religieuse en 1887 par Bernardino del Vago da Portogruaro, ministre général des Franciscains de 1869 à 1889.
Le pape Léon XIII lui donne le titre de pontificale le 20 novembre 1890 sous le nom de Collegium Sancti Antonii Patavini in Urbe. Son nom devient Athenaeum Antonianum de Urbe le 17 mai 1933 par décret du pape Pie XI. Le 11 janvier 2005, le pape Jean-Paul II élève le collège au rang d'université pontificale.

## L'université
Les étudiants du collège sont principalement des membres de l'ordre des Franciscains (OFM), des Capucins (OFM Cap) et des Frères mineurs (OFM Conv ou OMinConv) et les sœurs de différents ordres de religieuses. L'université est aussi ouverte aux laïcs.
L'accent est mis sur l'enseignement de la théologie catholique et la philosophie ainsi que des spécialisations dans la théologie et de la spiritualité, comme dans la théologie dogmatique, la spiritualité et la mariologie.

## Bâtiment

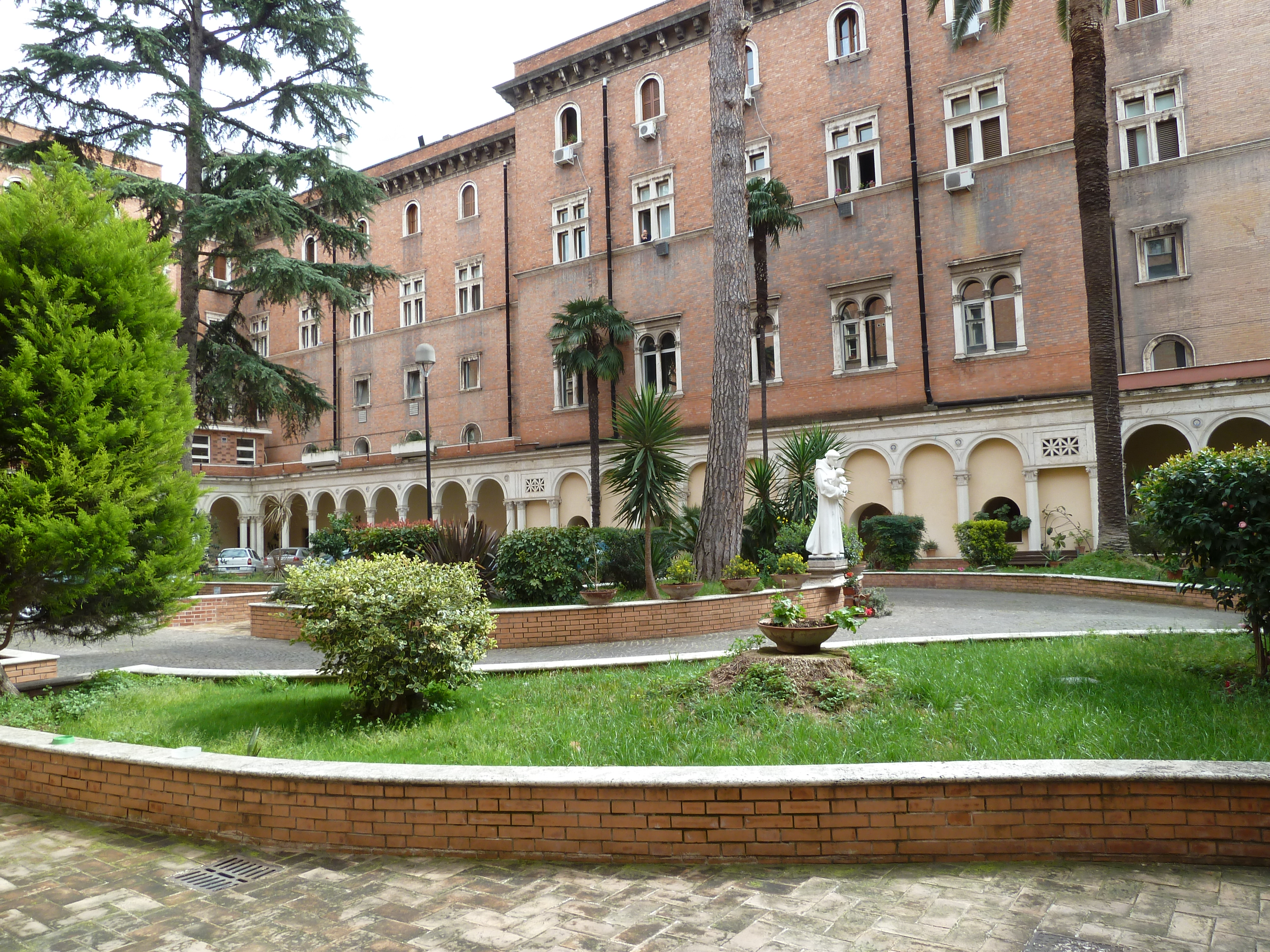
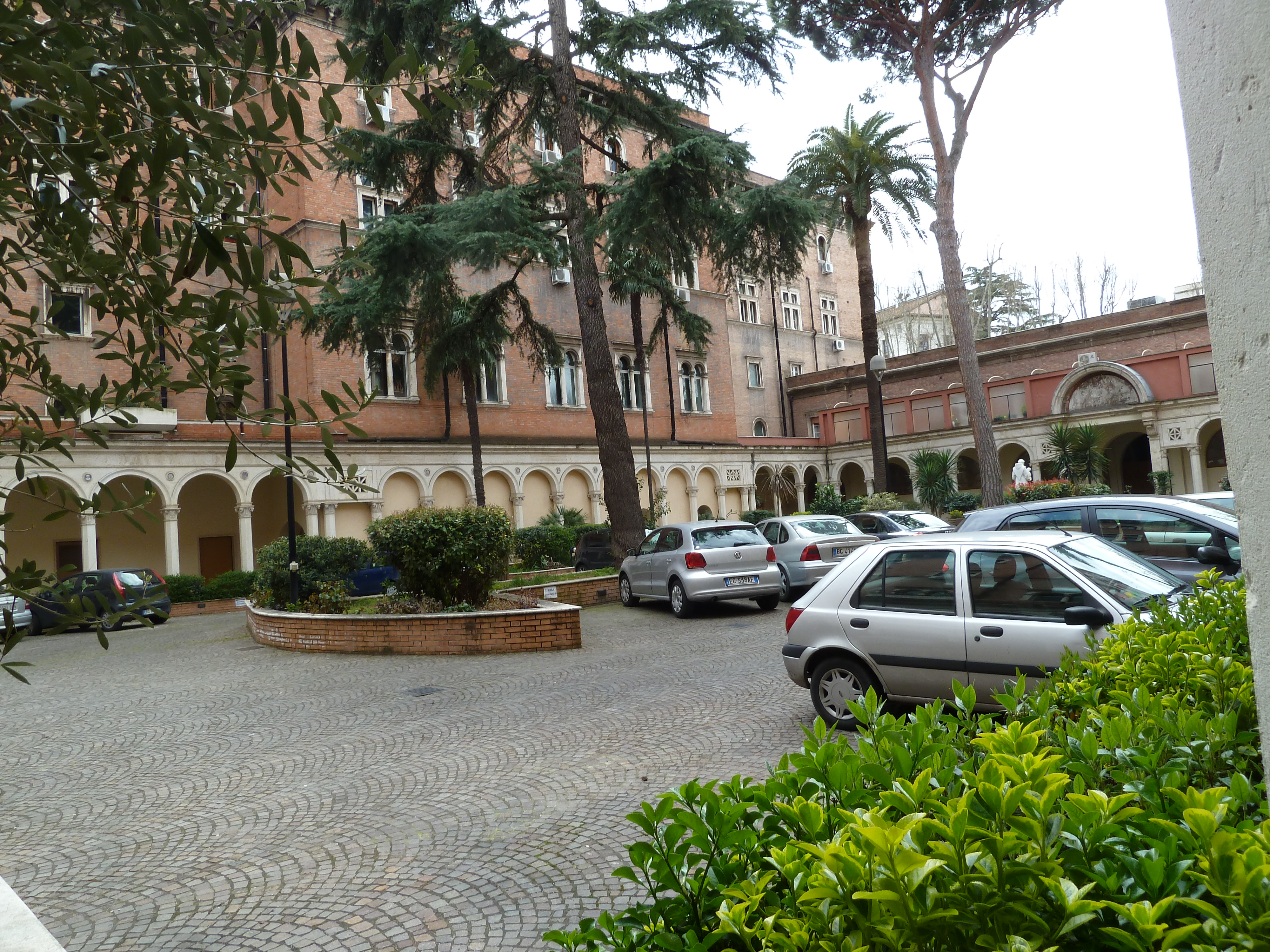

## Sources
- (de) Cet article est partiellement ou en totalité issu de l’article de Wikipédia en allemand intitulé « Päpstliche Universität Antonianum » (voir la liste des auteurs).